# Скачащи мишки
Скачащи, подскачащи или скокливи мишки (Notomys), са род гризачи от семейство Мишкови (Muridae).

## Разпространение и местообитание
Видовете са разпространени в пясъчните дюни на Австралия. Смята се, че техните предци са пристигнали от Азия преди около 5 милиона години.
Половината от видовете скачащи мишки са изчезнали след европейската колонизация. Основната причина вероятно е хищничество от внесени лисици или котки, съчетано с конкуренция за храна от внесени зайци и копитни бозайници.

## Описание
Достигат дължина на тялото от 9 до 18 см, плюс опашка, която е дълга от 13 до 23 см. Теглото им варира между 20 и 50 грама. Козината на всички скачащи мишки е сивокафява или светлобежова отгоре и светлосива или бяла отдолу. Имат много дълги опашки и както подсказва името им, добре развити задни крака със силно уголемени задни лапи. Дългата опашка има връх, подобен на четка. Ушите са много големи, резците много силни. При всички видове женските имат четири зърна.

## Хранене
Скачащите мишки са нощни животни. Основната им диета се състои предимно от плодове, листа, семена и други растителни вещества. Те могат да концентрират урината до 10 000 mOsm/L (10 – 20 пъти по-висока от тази на човек). Това им позволява да оцелеят в горещата пустиня, без да пият вода.

## Размножаване
След период на бременност от около 32 – 43 дни женската ражда от 2 до 4, и по-рядко до 9 малки.

## Видове
Родът включва десет вида, половината от които са изчезнали:
- †Notomys amplus Brazenor, 1936
- †Notomys longicaudatus (Gould, 1844)
- †Notomys macrotis Thomas, 1921
- †Notomys mordax Thomas, 1922
- †Notomys robustus Mahoney et al., 2008
- Notomys alexis Thomas, 1922
- Notomys aquilo Thomas, 1921
- Notomys cervinus (Gould, 1853)
- Notomys fuscus (Jones, 1925)
- Notomys mitchellii (Ogilby, 1838)